# Klippdropplav
Klippdropplav (Cliostomum tenerum) är en lavart som först beskrevs av William Nylander och fick sitt nu gällande namn av Brian John Coppins och Stefan Ekman. 
Klippdropplav ingår i släktet Cliostomum, och familjen Ramalinaceae. Enligt den svenska rödlistan är arten starkt hotad i Sverige. Arten förekommer i Götaland. Artens livsmiljö är havsstränder.